# VAX

VAX logo.

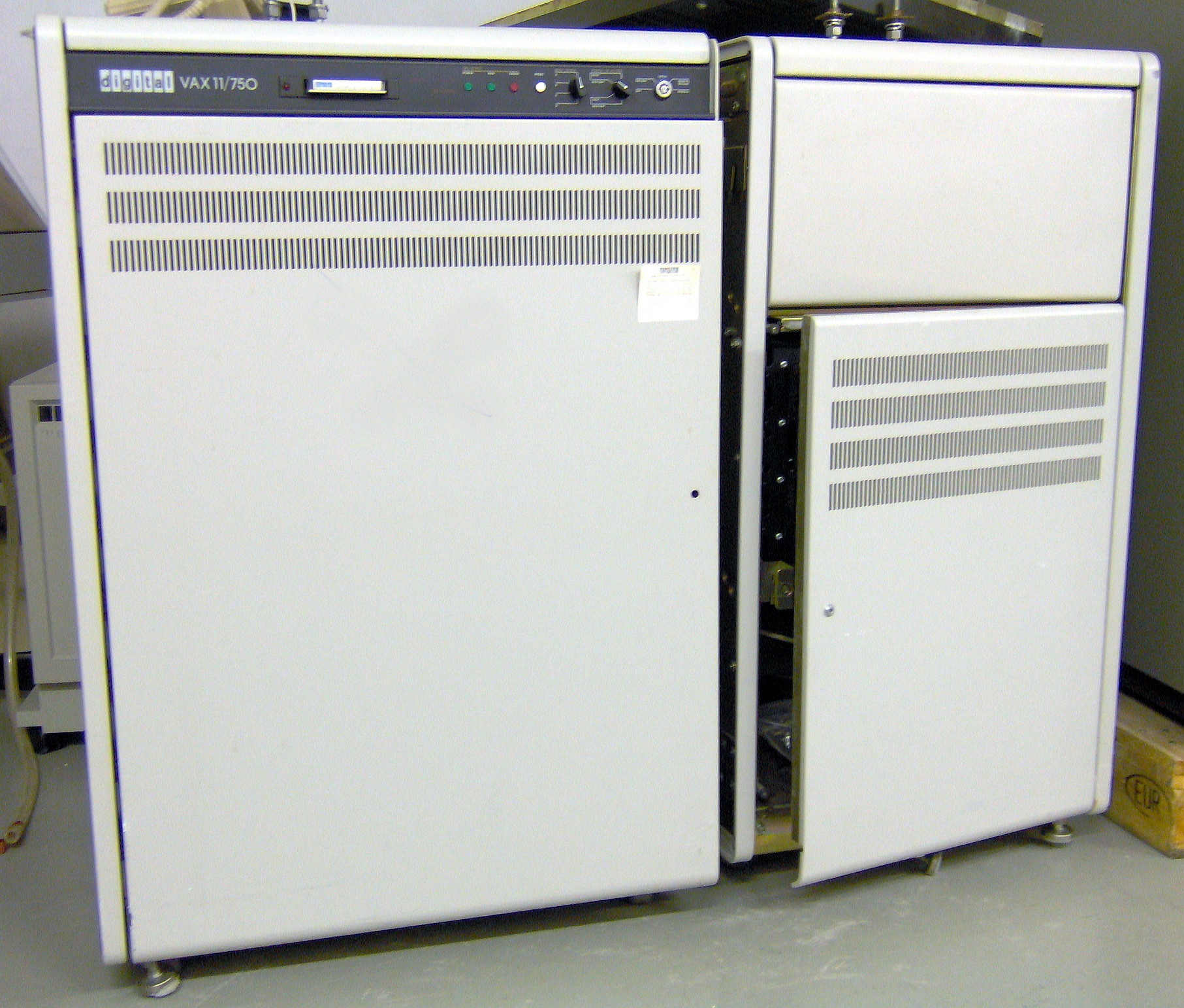
DEC VAX 11/750

VAX (Virtual Address eXtension) är en CISC-baserad instruktionsuppsättning för datorsystem, minidatorer, utvecklad av DEC under 1970-talet, lanserad 1977. Namnet användes både för arkitekturen och för datorerna som såldes. Konceptet var en efterföljare till 16-bits-storsäljaren PDP-11, fast med 32-bitsbuss. Tekniken har främst använts i transaktionsintensiva miljöer, till exempel av banker och i bokningssystem till flyg- och tåg-branschen. Under 1980-talet var VAX-system också vanliga i universitetsvärlden. Somliga CAD-system använde arbetsstationer anslutna till VAX, (ex. Computervision).
Till största delen används operativsystemet VMS, senare kallat OpenVMS, men även Unix, med flera. VAX som processorfamilj tillverkades till år 2000 och ersattes av först DEC Alpha och senare Itanium.